# Goniobranchus splendidus
Goniobranchus splendidus es una especie de molusco nudibranquio de la familia Chromodorididae.

## Morfología
El manto dorsal, de forma más o menos ovalada, es de color blanco, y está moteado con puntos rojos. A su vez, está bordeado por una fina línea amarilla en el margen, que recorre su perímetro. Hay dos variedades, una especie tiene puntos rojos por todo el manto, y la otra, tan sólo presenta una o dos manchas rojas situadas en el centro del manto.
Para investigar el medio tiene dos tentáculos situados en la cabeza, llamados rinoforos, y otros dos tentáculos, situados cerca de la boca, que les sirven para oler, detectar estímulos químicos y tocar. En la parte posterior del dorso, tiene unos apéndices, entre 9 y 12, de apariencia plumosa que son las branquias que utiliza para respirar. Los rinoforos son de color rojo, y las branquias son blancas, con el lado exterior en rojo. Carecen de órgano de la vista, propiamente dicho, que sustituyen por un órgano sensor situado tras los rinoforos, consistente en una pequeña esfera imbuida en el manto, que tan sólo detecta luz y sombra. 
Sus vívidos colores, como en otras especies animales, son un aviso al resto de habitantes del arrecife sobre la toxicidad y/o sabor desagradable de su dermis, convirtiéndose en una estrategia de defensa o aposematismo. Son lentos de movimiento y cuando son tocados por un predador, se encogen y esconden los rinoforos.
Alcanza los 8 cm de longitud.

## Alimentación
Es carnívoro y come principalmente esponjas. 

## Reproducción
Como todos los opistobránquios, son hermafroditas y producen tanto huevos como esperma. El conducto genital y la prominente abertura genital están situados cerca de la cabeza, en el lado derecho del cuerpo. Las puestas de huevos las realizan en espirales. Tras la fertilización producen larvas planctónicas, que cuentan con una concha para protegerse durante la fase larval, y que, al evolucionar a su forma definitiva la pierden. La larva deambula por la columna de agua hasta que encuentra una fuente de comida, normalmente esponjas, entonces se adhiere y evoluciona al animal adulto.

## Hábitat y distribución
Se distribuye exclusivamente en Australia, en Nueva Gales del Sur y Queensland, siendo una especie común en su rango.
Asociados a arrecifes, son bénticos y diurnos. Se localizan desde los 5 hasta los 30 m de profundidad.